# ドノヴァン・スコット
ドノヴァン・スコット（Donovan Scott,  1946年9月29日 - ）は、アメリカ合衆国の俳優である。

## 来歴
1946年、カリフォルニア州チコに生まれる。1979年にテレビドラマ『ラバーン&シャーリー』とスティーヴン・スピルバーグ監督の『1941』で俳優デビューを果たす。1980年にロビン・ウィリアムズ主演で、アニメの映画化作品『ポパイ』では、シェリー・デュヴァル演じるオリーヴ・オイルの弟、キャスター・オイルを演じた。それ以外の主な出演作品では、1984年の『ポリス・アカデミー』があり、同作では不良からいじめられその反動で警察学校へ入学する肥満体質のバーバラをコミカルに演じている。ヒュー・ウィルソンが監督を務めているが、ブレンダン・フレイザー、クリストファー・ウォーケンら出演のコメディ映画『タイムトラベラー きのうから来た恋人』でもウィルソン監督作品へ出演した。
1996年の『The Children of Captain Grant』では、出演のほかに監督も務めており、映画監督やディレクターとしても活動している。

## 出演作品

### 映画
- 1941 1941 (1979)
- ポパイ Popaye (1980)
- 縮みゆく女 The Incredible Shrinking Woman (1981)
- ゾロ Zorro: The Gay Blade (1981)
- Olivia Newton-John: Let's Get Physical (1982)
- サバンナ・スマイル Savannah Smiles (1982)
- ポリス・アカデミー Police Academy (1984)
- シーナ Sheena (1984)
- 明日へのタッチダウン The Best of Times (1986)
- サイコ3/怨霊の囁き Psycho III (1986)
- スプラッシュ2 Splash, Too (1988)
- マイク・ザ・ウィザード The Wizard of Speed and Time (1988)
- ライフ・オン・ジ・エッジ Meet the Hollowheads (1989)
- バック・トゥ・ザ・フューチャー PART3 Back to the Future Part III (1990)
- The Children of Captain Grant (1996) ※兼監督
- タイムトラベラー きのうから来た恋人 Blast from the Past (1999)
- Fish Don't Blink (2002)
- Uh Oh! (2004)
- The Enigma with a Stigma (2006)
- アイ ノウ フー キルド ミー I Know Who Killed Me (2007)
- 3 Holiday Tails (2011)
- Northpole: Open for Christmas (2015)

### テレビドラマ
- ラバーン&シャーリー Laverne & Shirley (1979)
- フェアリーテール・シアター Faerie Tale Theatre (1982, 1985)
- ロストサテライト The Lost Satellite (1983)
- Life with Lucy (1986)
- Dr.トラッパー/サンフランシスコ病院 Trapper John, M.D. (1986)
- 探偵レミントン・スティール Remington Steele (1986)
- ディズニーランド Disneyland (1988)
- フレディの悪夢 Freddy's Nightmares (1990)
- アラスカ・キッド Alaska Kid (1993)
- バビロン5 Babylon 5 (1997)
- L.A.大捜査線 マーシャル・ロー Martial Law (1999)
- そりゃないぜ!? フレイジャー Frasier (2000)
- ボストン・リーガル Boston Legal (2005)
- BONES Bones (2007)
- マイネーム・イズ・アール My Name Is Earl (2008)
- フィラデルフィアは今日も晴れ It's Always Sunny in Philadelphia (2009)
- ザ・ミドル 中流家族のフツーの幸せ The Middle (2009)
- Baby Daddy (2013)
- Panske & McShane (2014, 2015)